# Nick Cannon
Nicholas Scott „Nick” Cannon (ur. 8 października 1980 w San Diego) – amerykański aktor, komik i raper. 

## Życiorys
Urodził się w San Diego w stanie Kalifornia jako syn Beth Gardner i Jamesa Cannona. Był w dużej mierze wychowywany przez swojego dziadka ze strony ojca, którego zarówno on, jak i jego biologiczny ojciec nazywali „tatą”. Dorastał w Bay Vista Housing Projects w Lincoln Park, która jest gangsterskim odcinkiem południowo-wschodniego San Diego. Gdy był nastolatkiem, był związany z gangiem ulicznym „Lincoln Park Bloods”, ale po utracie bliskiego przyjaciela porzucił gang. W 1998 ukończył Monte Vista High School w Spring Valley. 
Jako nastolatek występował w grupie rap Da G4 Dope Bomb Squad. W latach 1998–2000 zaczął występować jako nastoletni komik w programie telewizyjnym Nickelodeon All That. Następnie wystąpił w The Nick Cannon Show, Wild 'N Out i America’s Got Talent. Grał w filmach Dobosz (Drumline, 2002), Miłość jest za darmo (Love Don't Cost a Thing, 2003) i Życie na wrotkach (Roll Bounce, 2005). Jako raper wydał w 2003 debiutancki album zatytułowany po prostu Gigolo, współpracując z wokalistą R. Kelly. 
W 2006 nagrał single „Dime Piece” i „My Wife” na planowany album Stages, który nigdy nie został wydany.
30 kwietnia 2008 ożenił się z Mariah Carey, z którą ma bliźnięta – syna Scotta i córkę Monroe (ur. 30 kwietnia 2011). W grudniu 2014 wniósł pozew rozwodowy.

## Dyskografia

### Albumy studyjne
| 2003                           | Nick Cannon - Data wydania: 9 grudnia, 2003 - Wytwórnia: Jive Records                 | 83 | 15 | Sprzedaż w USA: 275.000 |
| 2011                           | Mr. Showbiz - Data wydania: 17 maja, 2011 - Wytwórnia: New Wave Dynamics              | —  | —  |                         |
| 2011                           | Mr. Showbiz Sings the Hits - Data wydania: koniec 2011 - Wytwórnia: New Wave Dynamics | —  | —  |                         |
| „—” pozycja nie była notowana. |                                                                                       |    |    |                         |

### Single
| 2003                           | „Your Pops Don't Like Me”              | —  | —  | — | Nick Cannon        |
| 2003                           | „Feelin' Freaky” (feat. B2K)           | 92 | 46 | — | Nick Cannon        |
| 2003                           | „Gigolo” (feat. R. Kelly)              | 24 | 21 | 9 | Nick Cannon        |
| 2005                           | „Can I Live?” (feat. Anthony Hamilton) | —  | 85 | — | Stages (niewydany) |
| 2006                           | „Dime Piece” (feat. Izzy)              | —  | 70 | — | Stages (niewydany) |
| 2011                           | „Famous” (feat. Akon)                  | —  | —  | — | Mr. Showbiz        |
| „—” pozycja nie była notowana. |                                        |    |    |   |                    |

## Filmografia
| Rok  | Tytuł                                               | Rola                                   | Reżyser             |
| ---- | --------------------------------------------------- | -------------------------------------- | ------------------- |
| 2000 | Wszystkie chwyty dozwolone (Whatever It Takes)      | dzieciak klubu szachowego              | David Raynr         |
| 2002 | Faceci w czerni II (Men in Black II)                | MIB Autopsy Agent                      | Barry Sonnenfeld    |
| 2002 | Dobosz (Drumline)                                   | Devon Miles                            | Charles Stone III   |
| 2003 | Miłość jest za darmo (Love Don't Cost a Thing)      | Alvin Johnson                          | Troy Beyer          |
| 2004 | Garfield (Garfield: The Movie)                      | Louis (głos)                           | Peter Hewitt        |
| 2004 | Zatańcz ze mną (Shall We Dance)                     | Scott                                  | Peter Chelsom       |
| 2005 | Tajniak z klasą (Underclassman)                     | Tracy Stokes                           | Marcos Siega        |
| 2005 | Życie na wrotkach (Roll Bounce)                     | Bernard                                | Malcolm D. Lee      |
| 2006 | The Adventures of Brer Rabbit                       | Br'er Rabbit / Brat Królik (głos)      | Byron Vaughns       |
| 2006 | Bobby                                               | Dwayne Clark                           | Emilio Estevez      |
| 2006 | Straszny dom (Monster House)                        | oficer Lister                          | Gil Kenan           |
| 2006 | Władza pieniądza (Even Money)                       | Godfrey Snow                           | Mark Rydell         |
| 2007 | Weapons                                             | Reggie                                 | Adam Bhala Lough    |
| 2007 | Gol 2: Żyjąc marzeniem (Goal II: Living the Dream)  | TJ Harper                              | Jaume Collet-Serra  |
| 2008 | Dzień żywych trupów (Day of the Dead)               | Salazar                                | Steve Miner         |
| 2008 | Ball Don't Lie                                      | Mico                                   | Brin Hill           |
| 2008 | American Son                                        | Mike                                   | Neil Abramson       |
| 2009 | Pokój śmierci (The Killing Room)                    | Paul Brody                             | Jonathan Liebesman  |
| 2011 | School Gyrls                                        | Lunch Lady                             | Nick Cannon         |
| 2011 | Mash Up (TV)                                        | w roli samego siebie                   | Jordan Vogt-Roberts |
| 2014 | Dobosz 2: W nowym rytmie (Drumline: A New Beat, TV) | Devon Miles                            | Bille Woodruff      |
| 2014 | School Dance                                        | Super Sizer/Juicy/w roli samego siebie | Nick Cannon         |
| 2015 | Chi-Raq                                             | Demetrius "Chi-Raq" Dupree             | Spike Lee           |
| 2016 | King of the Dancehall                               | Tarzan Brixton                         | Nick Cannon         |
| 2017 | Nick Cannon: The Vlad Couch                         | w roli samego siebie                   | Vlad Lyubovny       |